# Canton (Équateur)
Pour les articles homonymes, voir Canton (homonymie).
Pour un article plus général, voir Canton.

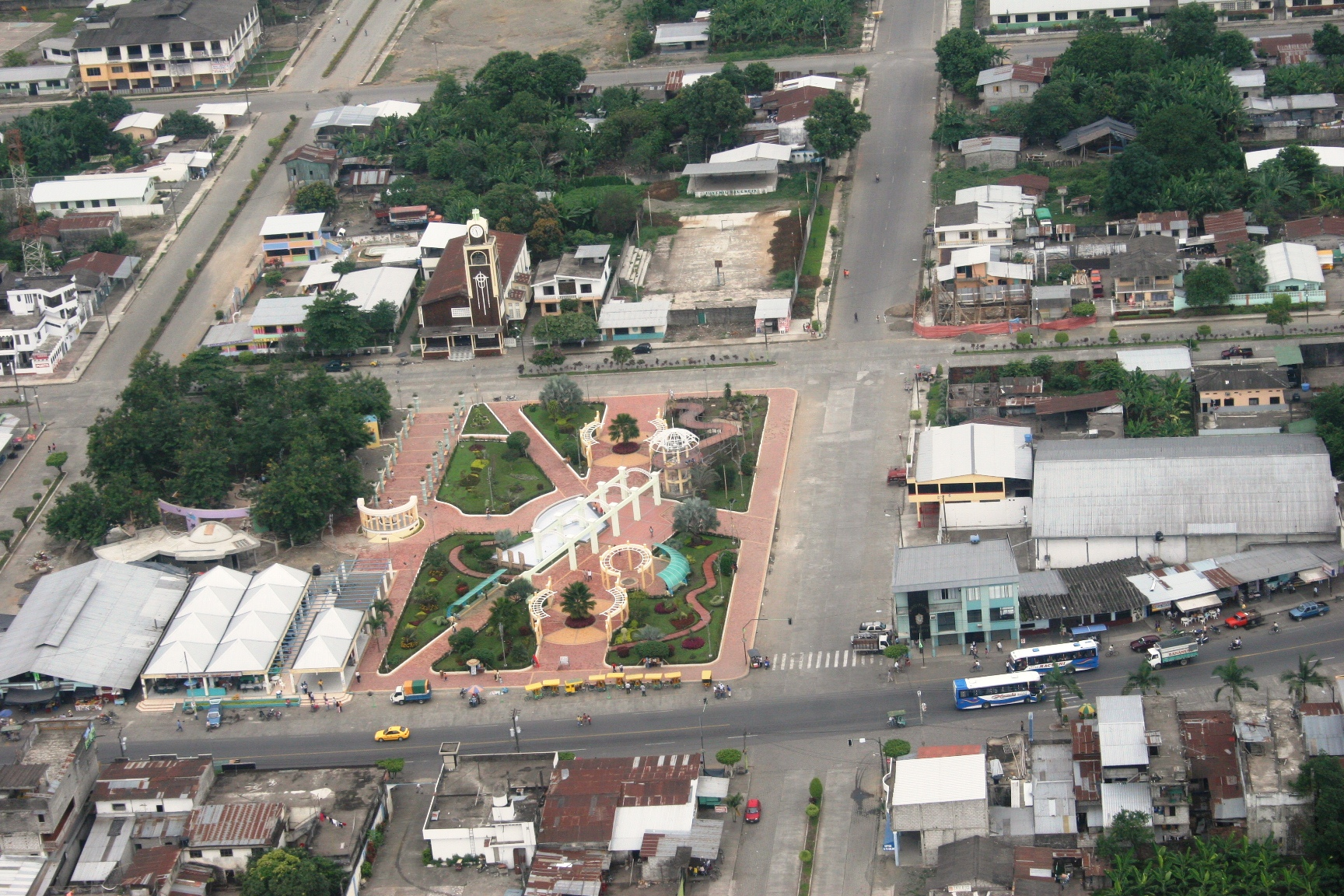
Canton de Valencia en Équateur.

En Équateur le canton est la subdivision territoriale et administrative de second niveau, immédiatement inférieure à la province. Le pays compte 221 cantons qui sont à leur tour subdivisés en paroisses (parroquias).

Le chef-lieu du canton est le siège de la municipalité (alcaldía) et le lieu où résident le maire (alcalde) et le conseil municipal autonome.